# Silvio Aquino
Silvio Romeo Aquino (né le 30 juin 1949 à Guazapa au Salvador) est un joueur de football international salvadorien qui évoluait au poste de milieu de terrain.

## Biographie

### Carrière en sélection
Silvio Aquino joue en équipe du Salvador entre 1977 et 1983.
Il dispute un match rentrant dans le cadre des éliminatoires du mondial 1978, et quatre rentrant dans le cadre des éliminatoires du mondial 1982.
Il figure dans le groupe des sélectionnés lors de la Coupe du monde de 1982. Lors du mondial organisé en Espagne, il ne joue aucun match.

## Palmarès
Alianza
- Championnat du Salvador :
  - Vice-champion : 1978.

- Copa Interclubes UNCAF :
  - Finaliste : 1980.